# Relatividad de la simultaneidad

En las naves espaciales, los relojes pueden parecer no sincronizados

El evento B es simultáneo con A en el marco de referencia verde, pero ocurrió antes en el marco azul y ocurrirá más tarde en el marco rojo

Los eventos A, B y C ocurren en diferente orden dependiendo del movimiento del observador. La línea blanca representa un plano de simultaneidad que se traslada del pasado al futuro

En física, la relatividad de la simultaneidad es el concepto de que la simultaneidad distante (si dos sucesos separados espacialmente ocurren al mismo tiempo) no es absoluta, sino que depende del sistema de referencia desde el que se observen los dos eventos. Esta posibilidad fue planteada por el matemático Henri Poincaré en 1900 y posteriormente se convirtió en una idea central en la teoría de la relatividad especial.

## Descripción
Según la teoría especial de la relatividad introducida por Albert Einstein, es imposible decir en un sentido "absoluto" que dos sucesos distintos ocurren al mismo tiempo si están separados en el espacio. Si un sistema de referencia asigna exactamente el mismo tiempo a dos eventos que están en diferentes puntos del espacio, un sistema de referencia que se mueve con respecto al primero generalmente asignará tiempos diferentes a los dos sucesos (la única excepción es cuando el movimiento es exactamente perpendicular a la línea que conecta las ubicaciones de ambos sucesos).
Por ejemplo, un accidente automovilístico en Londres y otro en Nueva York que, para un observador en la Tierra, parecen ocurrir al mismo tiempo, parecerán haber ocurrido en momentos ligeramente diferentes para un observador en un avión que vuela entre Londres y Nueva York. Además, si los dos acontecimientos no pueden conectarse causalmente, dependiendo del estado del movimiento, el accidente de Londres puede parecer que ocurre primero en un marco de referencia determinado, y el accidente de Nueva York puede parecer que ocurre primero en otro. Sin embargo, si los acontecimientos pueden tener una conexión causal, el orden de precedencia se conserva en todos los sistemas de referencia.

## Historia
En 1892 y 1895, Hendrik Antoon Lorentz utilizó un método matemático llamado "hora local" t' = t – v x/c2 con el fin de explicar los resultados negativos de los experimentos realizados para detectar la deriva del éter. Sin embargo, Lorentz no dio ninguna explicación física de este efecto. Así lo señaló Henri Poincaré, quien ya destacó en 1898 el carácter convencional de la simultaneidad, argumentando que es conveniente postular la constancia de la velocidad de la luz en todas las direcciones. Sin embargo, este artículo no contenía ninguna discusión sobre la teoría de Lorentz o la posible diferencia en la definición de simultaneidad para observadores en diferentes estados de movimiento.
El análisis de este concepto se realizó en 1900, cuando Poincaré dedujo la hora local suponiendo que la velocidad de la luz es invariante dentro del éter. Debido al "principio del movimiento relativo", los observadores en movimiento dentro del éter también suponen que están en reposo y que la velocidad de la luz es constante en todas las direcciones (solo de primer orden en "v/c"). Por lo tanto, si sincronizan sus relojes mediante señales luminosas, solo considerarán el tiempo de tránsito de las señales, pero no su movimiento con respecto al éter. Por lo tanto, los relojes en movimiento no son sincrónicos y no indican la hora "verdadera". Poincaré calculó que este error de sincronización corresponde a la hora local de Lorentz.
En 1904 enfatizó la conexión entre el principio de relatividad, el "tiempo local" y la invariancia de la velocidad de la luz. Sin embargo, el razonamiento en ese artículo se presentó de manera cualitativa y con carácter de conjetura.
Albert Einstein utilizó un método similar en 1905 para deducir la transformación de tiempo para todos los órdenes en "v/c", es decir, la transformación de Lorentz completa. Poincaré obtuvo la transformación completa a principios de 1905, pero en los artículos de ese año no mencionó su procedimiento de sincronización. Esta deducción se basó completamente en la invariancia de la velocidad de la luz y en el principio de la relatividad, por lo que Einstein señaló que para la electrodinámica de los cuerpos en movimiento el éter es superfluo. Así, la separación entre tiempos "verdaderos" y "locales" de Lorentz y Poincaré se desvanece: todos los tiempos son igualmente válidos y, por lo tanto, la relatividad de la longitud y del tiempo es una consecuencia natural.
En 1908, Hermann Minkowski introdujo el concepto de línea de universo de una partícula en su modelo del cosmos conocido como espacio-tiempo de Minkowski. En su opinión, la noción intuitiva de velocidad se reemplaza por la de rapidez, y el sentido ordinario de simultaneidad se vuelve dependiente de la ortogonalidad hiperbólica de las direcciones espaciales de la línea del universo asociada a la rapidez. Entonces, cada sistema de referencia inercial tiene asociados una rapidez y un hiperplano de simultaneidad.
En 1990, Robert Goldblatt publicó su libro Ortogonalidad y geometría del espacio-tiempo, abordando directamente la estructura que Minkowski había ideado para analizar la simultaneidad. En 2006, Max Jammer, a través del Project MUSE, publicó Conceptos de simultaneidad: desde la antigüedad hasta Einstein y más allá. El libro culmina en el capítulo 6, "La transición a la concepción relativista de la simultaneidad". Jammer indica que Ernst Mach desmitificó el tiempo absoluto de la física newtoniana.
Naturalmente, las nociones matemáticas precedieron a la interpretación física. Por ejemplo, los diámetros conjugados de dos hipérbolas conjugadas están relacionados como el espacio y el tiempo. El principio de relatividad se puede expresar como la arbitrariedad de qué par se toma para representar el espacio y el tiempo en un plano.

## Experimentos mentales

### El tren de Einstein

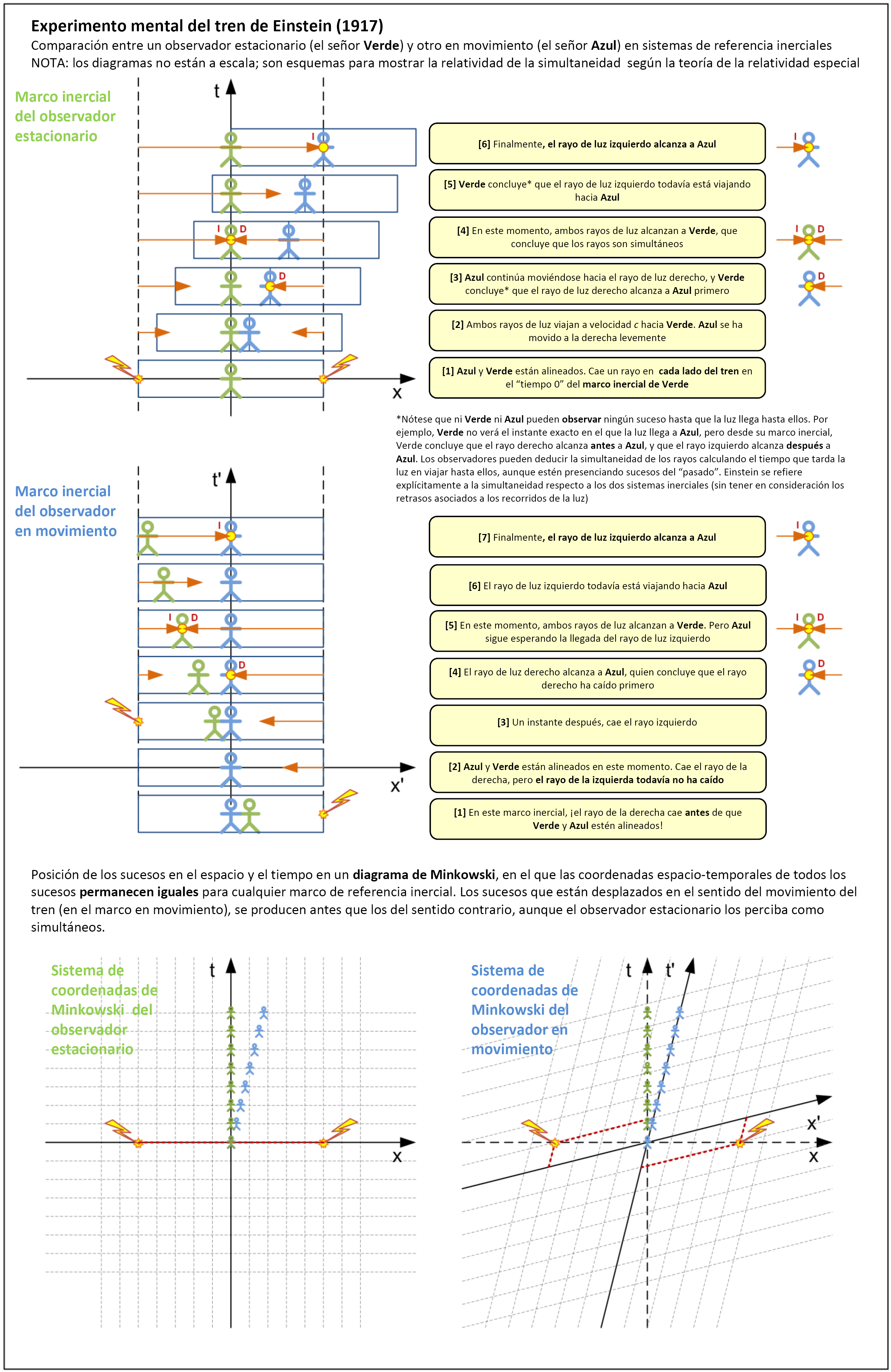
Einstein imaginó a un observador estacionario que presenciaba cómo dos rayos caían simultáneamente en ambos extremos de un tren en movimiento. Concluyó que un observador parado en el interior del tren registraría las caídas de los rayos en diferentes momentos

La versión de Einstein del experimento del tren y los rayos suponía que un observador está sentado en un vagón en el centro de un tren que circula a toda velocidad, y que otro observador está parado de pie en un andén mientras el tren pasa. Según lo medido por el observador en reposo en el andén, el tren es alcanzado por dos rayos simultáneamente, pero en diferentes posiciones en el eje de movimiento del tren (detrás y delante del vagón). En el marco inercial de este observador, hay tres sucesos que están dislocados espacialmente, pero que son simultáneos: el paso del observador sentado en el tren que está en movimiento (es decir, el paso del centro del tren), el rayo que cae por delante del vagón del tren y el rayo que cae por detrás del vagón.
Dado que los sucesos se colocan en el eje del movimiento del tren, sus coordenadas temporales se proyectan en diferentes coordenadas temporales en el marco inercial del tren en movimiento. Los sucesos que se produjeron en coordenadas espaciales en la dirección del movimiento del tren ocurren "antes" que los eventos en coordenadas opuestas a la dirección del movimiento del tren. En el marco inercial del tren en movimiento, esto significa que el rayo que cae por delante del vagón lo hará "antes" de que los dos observadores se alineen (el uno frente al otro).
| Gráfico explicativo |
|                     |

### El tren y el andén

El experimento del tren y del andén desde el marco de referencia de un observador a bordo del tren

Marco de referencia de un observador parado en la plataforma (no se muestra la contracción de longitud)

Una imagen popular para comprender esta idea la proporciona un experimento mental similar a los sugeridos por Daniel Frost Comstock en 1910, y Einstein en 1917. También consiste en un observador a mitad de camino dentro de un vagón de tren a toda velocidad y otro observador parado en un andén mientras el tren pasa.
Un destello de luz se emite en el centro del vagón justo cuando los dos observadores se cruzan. Para el observador a bordo del tren, la parte delantera y trasera del vagón están a distancias fijas de la fuente de luz y, como tal, según este observador, la luz llegará a la parte delantera y trasera del vagón al mismo tiempo.
Para el observador que está parado en el andén, por otro lado, la parte trasera del vagón se mueve hacia el punto en el que se emitió el destello, y la parte delantera del vagón se aleja de él. Como la velocidad de la luz es finita e igual en todas las direcciones para todos los observadores, la luz que se dirige hacia la parte trasera del tren tendrá menos distancia que recorrer que la luz que se dirige hacia el frente. Así, los destellos de luz incidirán en los extremos del vagón en diferentes momentos.

El diagrama espacio-temporal en el marco del observador en el tren

El mismo diagrama en el marco de un observador que ve el tren moviéndose hacia la derecha

#### Diagramas de espacio-tiempo
Puede resultar útil visualizar esta situación utilizando diagramas de Minkowski. Para un observador dado, el eje t se define como un punto trazado en el tiempo por el origen de la coordenada espacial x, y se dibuja verticalmente. El eje x se define como el conjunto de todos los puntos en el espacio en el momento t = 0, y se dibuja horizontalmente. La afirmación de que la velocidad de la luz es la misma para todos los observadores se representa dibujando un rayo de luz como una línea a 45°, independientemente de la velocidad de la fuente en relación con la velocidad del observador.
En el primer diagrama, los dos extremos del tren están dibujados como líneas grises. Debido a que los extremos del tren están estacionarios con respecto al observador en el tren, estas líneas son simplemente líneas verticales, que muestran su movimiento a través del tiempo pero no del espacio. Los destellos de luz se muestran como líneas rojas a 45°. Los puntos en los que los dos destellos de luz inciden en los extremos del tren están al mismo nivel en el diagrama. Esto significa que los eventos son simultáneos.
En el segundo diagrama, los dos extremos del tren que se mueve hacia la derecha se muestran mediante líneas paralelas. El destello de luz se emite en un punto exactamente a mitad de camino entre los dos extremos del tren, y nuevamente forma dos líneas a 45°, expresando la constancia de la velocidad de la luz. En esta imagen, sin embargo, los puntos en los que los destellos de luz inciden en los extremos del tren no están al mismo nivel; y por lo tanto no son simultáneos.

## Transformación de Lorentz
La relatividad de la simultaneidad se puede demostrar utilizando la transformación de Lorentz, que relaciona las coordenadas utilizadas por un observador con las coordenadas utilizadas por otro en movimiento relativo uniforme con respecto al primero.
Supóngase que el primer observador usa el sistema de coordenadas t, x, y y z, mientras que el segundo observador usa el sistema de coordenadas t′, x′, y′ y z′. Supóngase ahora que el primer observador ve al segundo observador moviéndose en la dirección x con una velocidad v. Y supóngase que los ejes de coordenadas de los observadores son paralelos y que tienen el mismo origen. Entonces, la transformación de Lorentz expresa cómo se relacionan las coordenadas:
{\displaystyle t'={\frac {t-{v\,x/c^{2}}}{\sqrt {1-v^{2}/c^{2}}}}\,,}
{\displaystyle x'={\frac {x-v\,t}{\sqrt {1-v^{2}/c^{2}}}}\,,}
{\displaystyle y'=y\,,}
{\displaystyle z'=z\,,}
donde c es la velocidad de la luz. Si dos sucesos ocurren al mismo tiempo en el marco de referencia del primer observador, tendrán valores idénticos de la coordenada t. Sin embargo, si tienen diferentes valores de la coordenada x (diferentes posiciones en la dirección x), tendrán diferentes valores de la coordenada t′, por lo que sucederán en diferentes momentos en ese marco. El término que explica el desfase de la simultaneidad absoluta es vx/c2.

Un diagrama espacio-temporal que muestra el conjunto de puntos considerados simultáneos por un observador estacionario (línea punteada horizontal) y el conjunto de puntos considerados simultáneos por un observador que se mueve a v= 0,25c (línea a trazos discontinua)

La ecuación (t′ = constante) define una "línea recta de simultaneidad" en el sistema de coordenadas (x′, t′) para el segundo observador (en movimiento), al igual que la ecuación (t = constante) define la "línea recta de simultaneidad" para el primer observador (estacionario) en el sistema de coordenadas (x, t). De las ecuaciones anteriores para la transformada de Lorentz se puede ver que t es constante si y solo si t − vx/c2 = constante. Por lo tanto, el conjunto de puntos que hacen que t sea constante son diferentes del conjunto de puntos que hacen que t′ sea constante. Es decir, el conjunto de eventos que se consideran simultáneos depende del marco de referencia utilizado para realizar la comparación.
Gráficamente, esto se puede representar en un diagrama espacio-temporal por el hecho de que un gráfico del conjunto de puntos considerados simultáneos genera una línea que depende del observador. En el diagrama espacio-temporal, la línea discontinua representa un conjunto de puntos considerados simultáneos con el origen por un observador que se mueve con una velocidad v de un cuarto de la velocidad de la luz. La línea horizontal punteada representa el conjunto de puntos considerados simultáneos con el origen por un observador estacionario. Este diagrama se dibuja utilizando las coordenadas (x, t) del observador estacionario y se escala de modo que la velocidad de la luz sea uno, es decir, de modo que un rayo de luz estaría representado por una línea con un ángulo de 45° desde el eje x. Teniendo en cuenta el análisis anterior, dado que v = 0,25 y c = 1, la ecuación de la línea recta de simultaneidad (representada a trazos) es t − 0,25x = 0 y con v = 0, la ecuación de la línea de puntos de simultaneidad es t = 0.
En general, el segundo observador traza un línea de universo en el espacio-tiempo del primer observador descrita por t = x/v, y el conjunto de eventos simultáneos para el segundo observador (en el origen ) se describe mediante la línea t = vx. Debe tenerse en cuenta la relación multiplicativa inversa de las pendientes de la línea del universo y de los sucesos simultáneos, de acuerdo con el principio de la ortogonalidad hiperbólica.

## Observadores acelerados

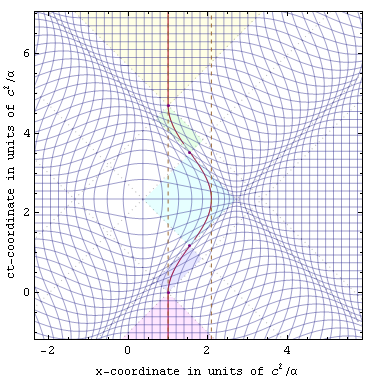
Isocontornos del tiempo de radar de ida y vuelta

El cálculo de la transformada de Lorentz anterior utiliza una definición de simultaneidad extendida (es decir, de cuándo y dónde se producen sucesos en los que usted no estuvo presente) que podría considerarse una definición del denominado co-movimiento o "marco de flotación libre tangente". Esta definición se extrapola naturalmente a eventos en espacio-tiempos curvados gravitacionalmente y a observadores acelerados, mediante el uso de la definición de tiempo-de-radar/distancia, que (a diferencia de la definición del marco de flotación libre tangente para marcos acelerados) asigna un tiempo y una posición únicos a cualquier evento.
La definición de simultaneidad extendida mediante el tiempo de radar facilita aún más la visualización de la forma en que la aceleración curva el espacio-tiempo para los viajeros en ausencia de objetos gravitantes. Esto se ilustra en la figura de la derecha, que muestra los isocontornos de tiempo/posición de radar para eventos en el espacio-tiempo plano experimentados por un viajero (trayectoria roja) que realiza un viaje de ida y vuelta con aceleración propia constante. Una advertencia de este enfoque es que el tiempo y el lugar de eventos remotos no están completamente definidos hasta que la luz de tal evento pueda llegar al viajero.